# Ōi, Fukui
Ōi (おおい町 Ōi-chō?) este un oraș din Japonia, situat în partea de sud-vest a prefecturii Fukui, în regiunea Ōi. Populația orașului constituie 9.216 locuitori și densitatea este de 43.47 persoane pe 1 km². Suprafața orașului constituie 212 km².
Pe 3 martie 2006 comuna Natashō din regiunea Onyū a fost alipită cu orașul Ōi. De atunci numele orașului se scrie cu Hiragana în loc de Kanji. Denumirea veche a orașului se scria ca 大飯町.

## Legături externe
Materiale media legate de orașul Ōi la Wikimedia Commons